# Magda Kulpińska
Magdalena « Magda » Kulpińska, née le 22 mars 1986 à Poznań, est un mannequin polonais.
Elle a posé dans de nombreuses publicités, notamment au Royaume-Uni, pour Bread & Butter, Demporium, Levi's. Elle vit désormais à Paris. Elle est également mezzo-soprano . 

## Agences
- Viva Models Berlin
- ModelPlus Warsaw
- Idole Models Paris
- United Models Switzerland